# Bâra
Bâra é uma comuna romena localizada no distrito de Neamţ, na região de Moldávia. A comuna possui uma área de 23.12 km² e sua população era de 1902 habitantes segundo o censo de 2007.